# Yuma (Arizona)
Yuma is een stad (city) in het zuidwesten van de Amerikaanse staat Arizona. Yuma ligt in de warme Sonorawoestijn, op de linkeroever van de Colorado. Ten westen van de stad, aan de overzijde van de rivier, ligt Mexico. Ten noorden van de stad, ook aan de overzijde van de Colorado, ligt Californië. Yuma kent een warm woestijnklimaat (BWh) en is de warmste en droogste plaats van de 48 aaneengesloten staten van de Verenigde Staten.
Yuma valt bestuurlijk gezien onder Yuma County. In 1990 werd de Yuma Metropolitan Statistical Area opgericht. Dit "metropolitaan gebied" valt samen met Yuma County.

## Geschiedenis

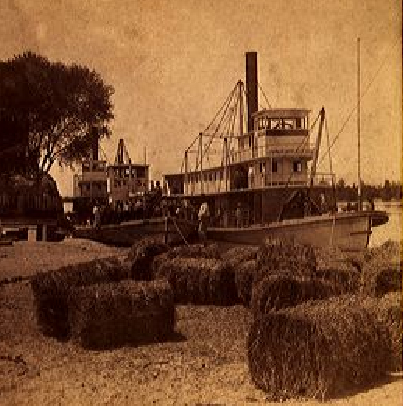
Stoomboten op de Colorado bij Yuma rond 1880

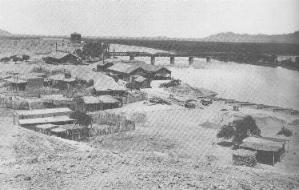
De oversteek van de Colorado en de nieuwe (°1877) spoorwegbrug in 1886

In 1848, na de oorlog met Mexico, verwierven de Verenigde Staten een enorm gebied in het westen van Noord-Amerika: Alta California en Nuevo México. In 1848 bouwden de Amerikanen het Fort Yuma op de noordelijke oever van de rivier (in het nieuw verworven Californië) met als doel de reizigers te beschermen bij de belangrijke oversteek van de Colorado. Het gebied ten oosten van de Colorado en ten zuiden van de Gila bleef (voorlopig) nog in Mexicaanse handen. Tussen 1850 en 1853 voerden de Verenigde Staten verschillende militaire operaties uit in het gebied rond de samenvloeiing van de Gila met de Colorado tegen (voornamelijk) de plaatselijke Yuma-indianen in het gebied. Hierbij opereerde men soms ook op de zuidelijke oever (in toenmalig Mexico). Het gebied van de huidige stad, op de zuidelijke oever, werd in 1853 door de Verenigde Staten gekocht van Mexico met als doel een zuidelijke spoorweg naar het westen (Californië) mogelijk te maken. De nederzetting die de basis vormt voor de huidige stad werd in hetzelfde jaar gesticht als Arizona City. De stad lag in het in 1850 gestichte New Mexico Territory.
Tijdens de Amerikaanse Burgeroorlog, in 1862, werd de nederzetting beschadigd door een grote overstroming van de Colorado. Hierbij werden naburige nederzetting Jaeger City en Colorado City volledig vernield. Beiden werden heropgebouwd bij Arizona City en werden deel van Arizona City. Een jaar later werd Arizona Territory afgesplitst van het New Mexico Territory (ten oosten van Arizona). Tegen 1870 bedroeg het bevolkingsaantal van Arizona City al 1144. Een jaar later werd het de hoofdplaats van de county; voordien was dit La Paz. Op 14 april 1873 werd de naam gewijzigd van Arizona City naar Yuma. Eerder droeg het postkantoor al deze naam tussen 1866 en 1869.
Het spoorwegbedrijf "Southern Pacific Railroad" bouwde een spoorwegbrug over de Colorado in 1877 en kocht ook het enige stoombootbedrijf dat actief was op de rivier ("Colorado Steam Navigation Company"). Zo werd Yuma de uitvalsbasis voor navigatie op de Colorado.
In 1901 bouwde de California Development Company net ten westen van Yuma, bij de heuvel Pilot Knob, een irrigatiekanaal (Alamokanaal) dat het water van de Colorado via Mexico moest afleiden naar de Imperial Valley in Californië. Drie jaar later ging het echter al fout en stroomde de Colorado ongecontroleerd naar het Salton-bekken, waardoor een nieuwe binnenzee ontstond, de Salton Sea. Uiteindelijk werd de vloed via het Alamokanaal gestopt na een grootschalige interventie van de Southern Pacific Company. Het spoorbedrijf zou in 1915 de failliete California Development Company opkopen. In 1912 werd Arizona een eigen staat.
Het Alamokanaal (deels in Mexico) werd in 1942 vervangen door het All-American Canal, het grootste irrigatiekanaal ter wereld. Dit voert het water van de Colorado (even stroomopwaarts van Yuma) naar de Imperial Valley in Californië. De bedding van de Colorado staat sindsdien grotendeels droog bij Yuma.

## Demografie
Bij de volkstelling in 2000 werd het aantal inwoners vastgesteld op 77.515.
In 2006 is het aantal inwoners door het United States Census Bureau geschat op 87.423, een stijging van 9908 (12.8%).

## Geografie
Volgens het United States Census Bureau beslaat de plaats een oppervlakte van 276,4 km², waarvan 276,2 km² land en 0,2 km² water.
In de omgeving van Yuma bevinden zich grote militaire oefen- en testterreinen zoals de Marine Corps Air Station Yuma en de Yuma Proving Ground.
Yuma ligt aan de Southern Pacific Railroad, die El Paso in Texas in het oosten verbindt met Zuid-Californië in het westen. Yuma ligt eveneens aan de Interstate 8 die eveneens oost-west georiënteerd is. De I-8 verbindt San Diego in het westen met de I-10 in het oosten in Centraal-Arizona. Het deel van de I-8 ten westen van Yuma draagt de naam "Kumeyaay Highway".

### Plaatsen in de nabije omgeving
De onderstaande figuur toont nabijgelegen plaatsen in een straal van 40 km rond Yuma.